# 거창 장씨
거창 장씨(居昌章氏)는 경상남도 거창군을 본관으로 하는 한국의 성씨이다. 시조 장종행(章宗行)은 고려에서 봉익대부, 판도판서, 예문관대제학 겸 춘추관사 등을 지냈으며, 아들 장두민(章斗民)은 광정대부 판삼사사를 지내고 고려의 상장군으로서 홍건적을 물리쳐 아림군에 봉해졌다.

## 참고 자료
- “거창장씨(居昌章氏)”. 뿌리를 찾아서.[깨진 링크(과거 내용 찾기)]